# Ноазавр
Ноазавр (лат. Noasaurus) — род тероподных динозавров, живших во времена маастрихтского века (70,6—66,0 млн лет назад) на территории современной Аргентины. К роду относят единственный типовой вид — Noasaurus leali. Это был небольшой маленький хищный двуногий динозавр.

## История открытия
В семидесятых годах двадцатого века небольшой фрагментарный скелет теропода был обнаружен палеонтологами Джейме Эдуардо Поуэллом и Хосе Фернандо Бонапарте на участке Эстанциа эль-Брете. В 1977 году сведения о находке были опубликованы официально в научной литературе. Название Noasaurus leali было дано Бонапарте и Поуэллом в 1980 году. Родовое название Noasaurus происходит от типичного сокращения исп. NOroeste Argentina и лат. saurus — «ящер», буквально: ящер северо-западной Аргентины. Видовое название leali было дано в честь Фиделя Леаля, владельца участка, где были найдены окаменелости.
Голотип PVL 4061 обнаружен в слое формации Лехо провинции Сальта (Аргентина). Формация датируется маастрихтским ярусом меловой системой.

## Описание
Ноазавр был небольшим тероподом, достигавшим около 1,5 метра в длину при массе около 15 килограммов. Максилла содержала минимум 11 зубов. Зубы загнутые и имеют зазубрины на передней и задней кромке. Шея предположительно была длинной, так как шейные позвонки удлинённые. Вначале считалось, что ноазавр имел крюкообразный коготь на ноге подобно рапторам, таким как более продвинутые дромеозавриды, однако дальнейшее изучение показало, что данный коготь на самом деле находился на передней конечности.

## Систематика
При описании Noasaurus выделили в семейство Noasauridae в качестве типового рода. В дальнейшем его несколько раз переносили в другие таксоны, но потом вернули в «родное» семейство и с 2011 года род относят к семейству Noasauridae инфраотряда цератозавров.